# Филиал Враца (Медицински университет – София)
Филиал „Проф. д-р Иван Митев“, бивш Медицински колеж (1996 – 2009) и преди това Полувисш медицински институт, е висше училище във Враца, включено в структурата на Медицинския университет в София.

## История
Основан е като Медицинско училище за фелдшери (прием след 9-и клас, срок на обучение 3,5 години) през 1951 г. Община Враца дарява собствена сграда на училището (1952). Започва прием чрез конкурс през 1954 г. Откриват се специалности „Медицинска сестра с обща квалификация“ (1961) и „Детска медицинска сестра“, провежда се и обучение на стоматологични медицински сестри (1966).
Заедно с подобни учебни заведения в страната училището е преобразувано в Полувисш медицински институт (ПМИ) през 1970-те години. Открива се специалност „Стоматологична сестра“ (1974). През 1984 г. ПМИ се премества в нова сграда, заемайки първия и втория етаж на 1-ви корпус в Ученическия комплекс. Открива се специалност „Акушерка“ (1990).
ПМИ е преобразуван в Медицински колеж (МК) в структурата на Медицинския университет в София през 1997 г. Разкрити са 2 катедри – „Клинични и медико-биологични науки“ и „Здравни грижи“.
Открива се специалност „Медицинска козметика“ (2004). На 27 май 2009 г. МК е преобразуван във Филиал Враца на МУ, София. На 18 юни 2013 г. е наименуван Филиал „Проф. д-р Иван Митев“ на бележития учен проф. д-р Иван Митев, баща на тогавашния ректор (2008 – 2015) проф. Ваньо Митев. Откриват се специалности „Трудотерапия“ (2013) и „Лекарски асистент“ (2017).

## Материална база
Филиалът разполага с 8 лекционни зали, семинарни зали, библиотека, книжарница, компютърна зала. Има студентско общежитие.

## Специалности
Образователно-квалификационна степен „бакалавър“
- „Акушерка“
- „Медицинска сестра“
- „Трудотерапевт“
- „Лекарски асистент“

Образователно-квалификационна степен „магистър“
- „Здравословно и диетично хранене“ (задочно)